# Hot Shot (Shaggy)
Hot Shot è il quinto album in studio del cantante giamaicano-statunitense Shaggy, pubblicato l'8 agosto 2000.
L'album ha venduto 6 milioni di copie solo negli Stati Uniti, ottenendo 6 dischi di platino.
La canzone Dance and Shout è a metà strada tra un campionamento e una cover della canzone Shake Your Body (Down to the Ground) dei Jacksons.

## Tracce
1. Hot Shot
2. Lonely Lover
3. It Wasn't Me (feat. Rikrok)
4. Freaky Girl
5. Leave it to Me
6. Angel (feat. Rayvon)
7. Hope
8. Keep'n It Real
9. Luv Me, Luv Me (feat. Samantha Cole)
10. Not Fair
11. Hey Love
12. Why Me Lord?
13. Joy You Bring
14. Chica Bonita
15. Dance And Shout
16. Why You Mad At Me (*Bonus Track on UK Release)